# پرومتئوس (دی‌سی کامیکس)
پرومتئوس (به انگلیسی: Prometheus) یک شخصیت خیالی شرور بزرگ در کتاب‌های کامیک آمریکایی منتشر شده توسط دی‌سی کامیکس است که اغلب به عنوان دشمن شخصیت ابرقهرمان بتمن به شمار می‌رود. این شخصیت توسط نویسنده گرانت موریسون و طراح ارنی یورگِنسِن خلق شده است که برای اولین بار در شمارهٔ ۱ از مجموعه شیطان سال نو: پرومتئوس (فوریه ۱۹۹۸) معرفی شد.
هنگامی که تنها کودکی بیش نبود به شکلی خوفناک شاهد قتل‌عام والدین جنایتکار خود به سبک بانی و کلاید شد. پس از این اتفاق، از آن روز سوگند یاد کرد تمامی «نیروهای عدالت» را از بین خواهد برد. پرومتئوس با اخذ مدرک کارشناسی ارشد در رشته‌های فیزیک، زیست‌شناسی، جبر، فناوری، انگلیسی، تاریخ و دین، یکی از باهوش‌ترین افراد در این جهان به شمار می‌رود که در زمینهٔ تدابیر و برنامه‌ریزی با شخصیت‌هایی نظیر لکس لوتر و بتمن در یک سطح قرار دارد. او همچنین توانایی چندزبانگی دارد و به زبان‌های انگلیسی، اسپانیایی، چینی، ژاپنی، هندی، و حتی زبان اشاره مسلط است.